# Governo Segni II

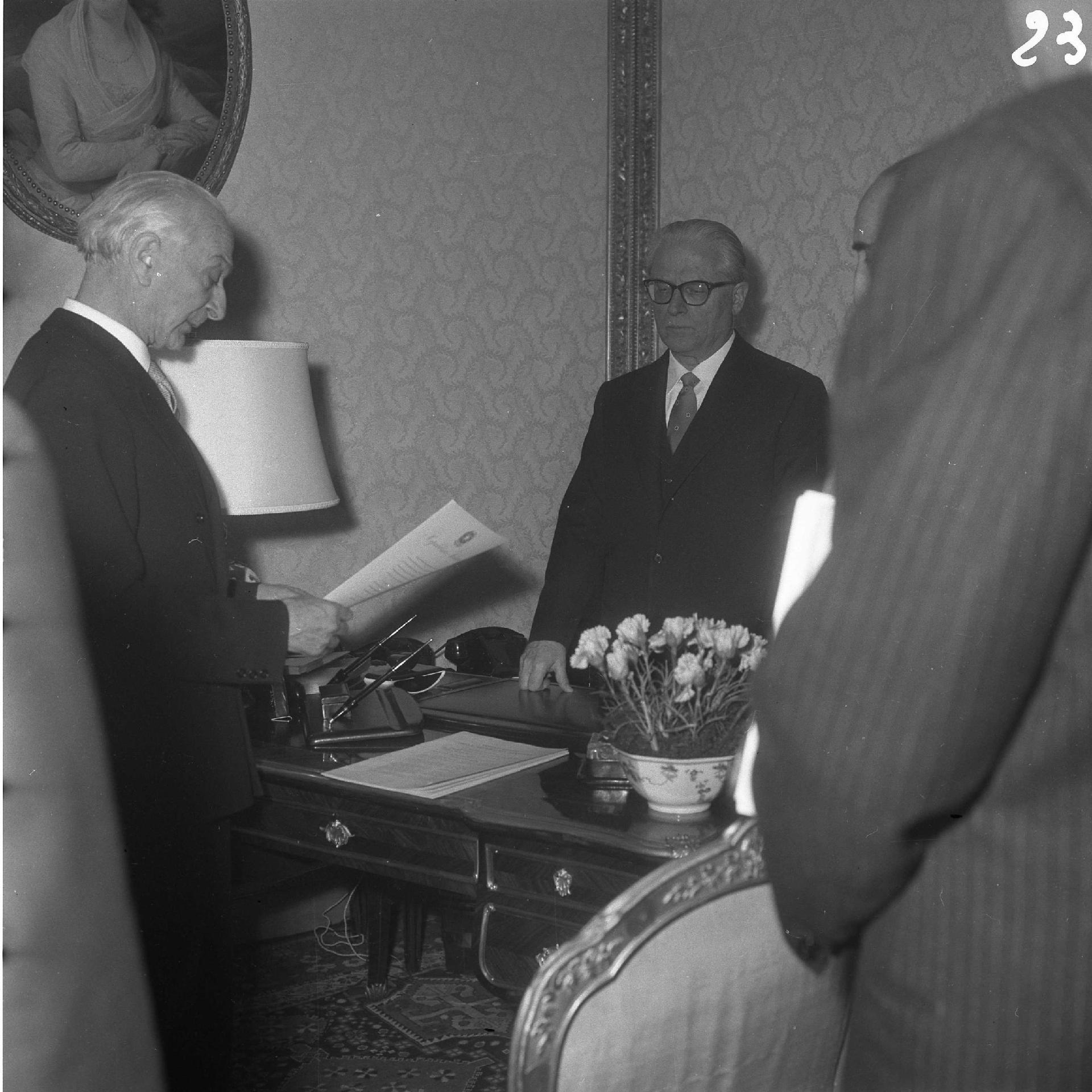
Antonio Segni giura fedeltà alla Repubblica al Presidente Giovanni Gronchi

Il Governo Segni II è stato il quattordicesimo esecutivo della Repubblica Italiana, il secondo della III legislatura.
È rimasto in carica dal 16 febbraio 1959 al 26 marzo 1960 per un totale di 404 giorni, ovvero 1 anno, 1 mese e 10 giorni.

## Composizione del parlamento
Camera dei Deputati
| Partiti | Partiti | Seggi                   |
| ------- | --- | ----------------------- |
|         | Democrazia Cristiana Movimento Sociale Italiano Partito Liberale Italiano Partito Monarchico Popolare Partito Nazionale Monarchico Südtiroler Volkspartei Union Valdôtaine Totale Maggioranza | 273 24 17 14 11 3 1 343 |
|         | Partito Comunista Italiano Partito Socialista Italiano Partito Socialdemocratico Italiano Partito Repubblicano Italiano Movimento Comunità Totale Opposizione                                 | 140 84 22 6 1 253       |
| Totale  | Totale | 596                     |

Senato della Repubblica
| Partiti | Partiti | Seggi           |
| ------- | --- | --------------- |
|         | Democrazia Cristiana Movimento Sociale Italiano Partito Monarchico Popolare Partito Liberale Italiano Partito Nazionale Monarchico Südtiroler Volkspartei Totale Maggioranza | 123 8 5 4 2 144 |
|         | Partito Comunista Italiano Partito Socialista Italiano Partito Socialdemocratico Italiano Indipendenti di Sinistra Totale Opposizione                                        | 60 36 5 1 102   |
| Totale  | Totale | 246             |

## Compagine di governo

Benigno Zaccagnini con Giovanni Gronchi e Antonio Segni

### Appartenenza politica
- Democrazia Cristiana

### Provenienza geografica
La provenienza geografica dei membri del Consiglio dei ministri si può così riassumere:
| Regione               | Presidente | Ministri | Sottosegretari | Totale |
| --------------------- | ---------- | -------- | -------------- | ------ |
| Sardegna              | 1          | 1        | 1              | 3      |
| Lazio                 | -          | 2        | 5              | 7      |
| Campania              | -          | 1        | 6              | 7      |
| Piemonte              | -          | 1        | 4              | 5      |
| Sicilia               | -          | -        | 5              | 5      |
| Liguria               | -          | 3        | 1              | 4      |
| Lombardia             | -          | 2        | 2              | 4      |
| Veneto                | -          | 2        | 2              | 4      |
| Puglia                | -          | -        | 4              | 4      |
| Emilia-Romagna        | -          | 2        | 1              | 3      |
| Toscana               | -          | 2        | 1              | 3      |
| Abruzzo               | -          | 1        | 2              | 3      |
| Friuli-Venezia Giulia | -          | 1        | 2              | 3      |
| Calabria              | -          | -        | 2              | 2      |
| Basilicata            | -          | 1        | -              | 1      |
| Marche                | -          | 1        | -              | 1      |
| Trentino-Alto Adige   | -          | -        | 1              | 1      |
| Umbria                | -          | -        | 1              | 1      |

## Composizione
| Carica                                             | Titolare                              | Titolare                                                                | Titolare                                         | Sottosegretari |
| Presidenza del Consiglio dei ministri              | Presidenza del Consiglio dei ministri | Presidenza del Consiglio dei ministri                                   | Presidenza del Consiglio dei ministri            | Sottosegretario di Stato alla Presidenza del Consiglio                                                                          |
| -------------------------------------------------- | ------------------------------------- | ----------------------------------------------------------------------- | ------------------------------------------------ | --- |
| Presidente del Consiglio dei ministri              |                                       |                                                                         | Antonio Segni (DC)                               | - Carlo Russo (DC) - Crescenzo Mazza (DC) - Alfredo Amatucci (DC) - Domenico Magrì (DC)                                         |
| Ministri senza portafoglio                         |                                       |                                                                         |                                                  | |
| Riforma della Pubblica Amministrazione             |                                       |                                                                         | Giorgio Bo (DC)                                  | Giorgio Bo (DC) |
| Cassa del Mezzogiorno                              |                                       |                                                                         | Giulio Pastore (DC)                              | Giulio Pastore (DC) |
| Rapporti con il Parlamento                         |                                       |                                                                         | Giuseppe Maria Bettiol (DC)                      | Giuseppe Maria Bettiol (DC) |
| Sport e Turismo                                    |                                       |                                                                         | Umberto Tupini (DC)                              | Umberto Tupini (DC) |
| Ministero                                          | Ministri                              | Ministri                                                                | Ministri                                         | Sottosegretari di Stato |
| Affari esteri                                      |                                       |                                                                         | Giuseppe Pella (DC)                              | - Carmine De Martino (DC) - Alberto Folchi (DC)                                                                                 |
| Interni                                            |                                       |                                                                         | Antonio Segni (DC)                               | - Guido Bisori (DC) - Oscar Luigi Scalfaro (DC)                                                                                 |
| Bilancio                                           |                                       |                                                                         | Fernando Tambroni Armaroli (DC)                  | - Angelo De Luca (DC) |
| Finanze                                            |                                       |                                                                         | Paolo Emilio Taviani (DC)                        | - Athos Valsecchi (DC) - Giacomo Piola (DC)                                                                                     |
| Tesoro                                             |                                       |                                                                         | Fernando Tambroni Armaroli (DC) ad interim       | - Alfonso Tesauro (DC) - Guglielmo Schiratti (DC) - Antonio Maxia (DC) - Alfonso De Giovine (DC)                                |
| Grazia e Giustizia                                 |                                       |                                                                         | Guido Gonella (DC)                               | - Lorenzo Spallino (DC) |
| Difesa                                             |                                       |                                                                         | Giulio Andreotti (DC)                            | - Giovanni Bovetti (DC) - Edoardo Martino (DC) - Italo Giulio Caiati (DC)                                                       |
| Industria e Commercio                              |                                       |                                                                         | Emilio Colombo (DC)                              | - Eugenio Gatto (DC) - Filippo Micheli (DC)                                                                                     |
| Commercio con l'Estero                             |                                       |                                                                         | Dino Del Bo (DC)                                 | - Giovanni Spagnolli (DC) |
| Agricoltura e Foreste                              |                                       |                                                                         | Mariano Rumor (DC)                               | - Salvatore Mannironi (DC) - Giacomo Sedati (DC)                                                                                |
| Lavori Pubblici                                    |                                       |                                                                         | Giuseppe Togni (DC)                              | - Tommaso Spasari (DC) - Antonio Pecoraro (DC)                                                                                  |
| Lavoro e Previdenza Sociale                        |                                       |                                                                         | Benigno Zaccagnini (DC)                          | - Ferdinando Storchi (DC) - Amos Zanibelli (DC) - Angela Gotelli (DC)                                                           |
| Trasporti                                          |                                       |                                                                         | Armando Angelini (DC)                            | - Giuseppe Garlato (DC) (fino al 24 febbraio 1959) - Augusto Fanelli (DC) - Domenico Colasanto (DC) (dal 24 febbraio 1959)      |
| Marina Mercantile                                  |                                       |                                                                         | Angelo Raffaele Jervolino (DC)                   | - Francesco Turnaturi (DC) |
| Poste e Telecomunicazioni                          |                                       |                                                                         | Giuseppe Spataro (DC)                            | - Dario Antoniozzi (DC) - Antonio Romano (DC)                                                                                   |
| Pubblica Istruzione                                |                                       |                                                                         | Guido Medici (DC)                                | - Giovanni Battista Scaglia (DC) (fino al 15 dicembre 1959) - Angelo Di Rocco (DC) - Maria Badaloni (DC) (dal 15 dicembre 1959) |
| Partecipazioni statali                             |                                       |                                                                         | Mario Ferrari Aggradi (DC)                       | - Fiorentino Sullo (DC) (fino al 23 febbraio 1959) - Giuseppe Garlato (DC) (dal 24 febbraio 1959)                               |
| Sanità                                             |                                       |                                                                         | Camillo Giardina (DC)                            | - Beniamino De Maria (DC) |
| Turismo e Spettacolo                               |                                       |                                                                         | Umberto Tupini (DC) (dal 29 agosto 1959)         | - Domenico Magrì (DC) (dal 28 settembre 1959) - Domenico Larussa (DC) (dal 28 settembre 1959)                                   |
| Alto Commissariato                                 | Alto Commissario                      | Alto Commissario                                                        | Alto Commissario                                 | Alto Commissario |
| Alto Commissario per l'Igiene e la Sanità Pubblica |                                       |                                                                         | Vincenzo Monaldi (DC) (fino al 14 agosto 1958)   | Vincenzo Monaldi (DC) (fino al 14 agosto 1958)                                                                                  |
| Alto Commissario per l'Igiene e la Sanità Pubblica |                                       | Angela Gotelli (DC) Alto Commissario aggiunto (fino al 14 agosto 1958)  |                                                  | |
| Alto Commissario per il Turismo                    |                                       |                                                                         | Pietro Romani (Ind.) (fino al 28 settembre 1959) | Pietro Romani (Ind.) (fino al 28 settembre 1959)                                                                                |
| Alto Commissario per il Turismo                    |                                       | Domenico Larussa (DC) Vice alto Commissario (fino al 28 settembre 1959) |                                                  | |

## Cronologia

### 1959
- 6 febbraio: Dopo lunghe consultazioni il capo dello Stato Giovanni Gronchi affida l'incarico di formare il nuovo governo ad Antonio Segni. Negli stessi giorni si svolge un congresso della sinistra del PSDI cui prendono parte, tra gli altri, Mario Zagari, Matteo Matteotti, Ezio Vigorelli, Corrado Bonfantini. Viene fondato il Movimento unitario di iniziativa socialista. Secondo i promotori del distacco il congresso del PSI ha realizzato compiutamente tutte le condizioni che erano state poste come premessa per la riunificazione dei due partiti socialisti. La defezione di questo gruppo rende impossibile un governo DC-PSDI. Emerge la possibilità di un tripartito coi liberali, cui Giovanni Malagodi si è detto disponibile ad alcune condizioni sulla parte economica del programma di governo.[12]
- 10 febbraio: l'assemblea dei parlamentari DC conferisce a Segni un ampio mandato relativamente alla formula di governo. I monarchici dei due partiti che fanno capo ad Alfredo Covelli e ad Achille Lauro e i missini si dichiarano possibilisti nei confronti di un monocolore democristiano. PRI e PSDI sostengono un esecutivo di centro-sinistra.
- 12 febbraio: Segni presenta al capo dello Stato il nuovo governo, un monocolore DC
- 16 febbraio: si dimette la giunta siciliana guidata da Silvio Milazzo. Si forma una nuova giunta sostenuta dai voti della DC, del PLI, dei monarchici e del MSI.
- 20 febbraio: il ministro degli esteri Giuseppe Pella conferma il rifiuto opposto dalle autorità di frontiera italiane all'ingresso di due politici tirolesi per il centenario dell'insurrezione guidata da Andreas Hofer. Il governo deve inoltre smentire che esista una lista di tirolesi indesiderabili. L'Austria, da parte sua, smentisce il richiamo del proprio ambasciatore ventilata dalla stampa di Vienna.
- 21 febbraio: il cancelliere austriaco Julius Raab protesta ufficialmente per il divieto di ingresso in Italia dei due politici austriaci. Dichiara che il gesto getta un'ombra sulle relazioni dei due paesi e annuncia un ricorso all'ONU per l'applicazione integrale del Trattato di Parigi.
Adone Zoli temporeggia sulla convocazione del Consiglio Nazionale della DC (previsto entro 20 giorni dalla costituzione di un nuovo governo) che deve affrontare la situazione interna del partito dopo le dimissioni dalla segreteria di Amintore Fanfani.[13]
- 23 febbraio: consiglio dei ministri: sono approvate le linee programmatiche che Segni presenterà l'indomani alle due camere.
Palmiro Togliatti evoca la costituzione di un nuovo Fronte Nazionale per combattere la collaborazione di fatto esistente tra la DC e la destra monarchica e missina.
- 24 febbraio: inizia alla Camera il dibattito sulle comunicazioni del Governo. Il 27 febbraio è approvata la fiducia con 333 voti favorevoli, 248 contrari e la sola astensione dell'on. Adriano Olivetti. Il Governo conta sull'appoggio esterno dei liberali. Votano a favore anche i monarchici dei due partiti di Covelli e Lauro e i missini e i tre rappresentanti della Südtiroler Volkspartei che non mancano, tuttavia, di protestare ufficialmente per il mancato ingresso in territorio italiano dei due politici austriaci.
Inizia a Roma il primo congresso del Partito Radicale: a tre anni dalla fondazione non ha ancora lo statuto, una struttura organizzativa e una vera e propria linea politica. L'avv. Arrigo Olivetti, segretario nazionale, sostiene la necessità di battersi contro la clericalizzazione del Paese da parte della DC promuovendo uno schieramento di sinistra democratico. Tra le esigenze primarie dei radicali c'è l'abrogazione anche unilaterale dei Patti Lateranensi.
- 1º marzo: Palmiro Togliatti e Luigi Longo ribadiscono la necessità di formare un nuovo Fronte popolare, cui invitano PSI, PSDI e PRI. I tre partiti rifiutano ufficialmente. Giuseppe Saragat, ribadendo la necessità di una politica di centro-sinistra, dichiara che escludere i comunisti dal governo non è un atto di discriminazione ma un dovere per la legittima ed indispensabile difesa delle istituzioni democratiche. Benigno Zaccagnini, a sua volta, ribadisce la richiesta della DC al PSI di troncare i residui legami col PCI nei sindacati e nelle cooperative. Ezio Vigorelli solleva il problema della divisione interna del PSI, con una sinistra interna affine al PCI che di fatto isola il partito dal gioco democratico. Secondo Vigorelli Pietro Nenni può dare un buon esempio con un accordo o una separazione da quelli che d'ora in poi saranno chiamati i "carristi" del PSI.[14]
- 3 marzo: inizia al Senato il dibattito sulle comunicazioni del Governo: il 6 marzo è approvata la fiducia con 147 voti favorevoli e 97 contrari.
- 14-15 marzo: la corrente interna democristiana Iniziativa democratica, guidata da Amintore Fanfani è maggioritaria nella DC, si riunisce nel convento delle suore di Santa Dorotea, a Roma. In vista del consiglio nazionale la componente si spacca in due. Nasce la corrente dorotea, cui aderiscono, tra gli altri, Paolo Emilio Taviani, Mariano Rumor, Emilio Colombo, Benigno Zaccagnini, Aldo Moro, Luigi Gui e Antonio Segni. Alla corrente dorotea si contrappone Nuove cronache, nuovo nome di quanto rimane dei sostenitori di Fanfani, che vede fra i principali leader Arnaldo Forlani, Ettore Bernabei, Franco Maria Malfatti e Giovanni Gioia.

- 15-16 marzo: consiglio nazionale DC: a conclusione di un agitato dibattito e un forte scontro tra le varie posizioni interne le dimissioni di Amintore Fanfani sono accolte con 54 voti favorevoli e 37 contrari. Aldo Moro è eletto segretario del partito con 64 voti favorevoli e 26 schede bianche. La corrente di base di Fiorentino Sullo si schiera con Fanfani mentre i sindacalisti di Giulio Pastore si astengono da entrambe le votazioni. L’immissione di esponenti fanfaniani nella direzione nazionale ricompone i dissensi.

- 16 marzo: comitato centrale del PCI: Palmiro Togliatti, tornato dall'URSS, riferisce sul XXI congresso del PCUS e sostiene che in Unione Sovietica si è aperta la fase del passaggio dal socialismo al comunismo.
- 25 marzo: nella prospettiva della riunificazione socialista iniziano i colloqui tra dirigenti del PSI e i dissidenti del PSDI riuniti nel Movimento Unitario di Iniziativa socialista.
- 30 marzo-2 aprile: il governo dichiara che è in corso di perfezionamento l'accordo tra il governo italiano e gli Stati Uniti per l'installazione di basi missilistiche nel territorio italiano. I particolari dell'accordo rimangono segreti. Insorge l'opposizione comunista: mentre un editoriale de l'Unità definisce "utili idioti" i componenti del governo e della maggioranza si svolgono iniziative politiche e scioperi in tutta Italia contro l'accordo.
- 4 aprile: il cardinale Alfredo Ottaviani rinnova la scomunica contro i comunisti emessa nel 1949 e la estende ai socialisti e ai cattolici che, come Milazzo in Sicilia, favoriscono i comunisti.
- 10 aprile: il ministro degli esteri Giuseppe Pella dichiara alla commissione esteri della Camera che se la propria figlia dovesse correre il rischio di vivere in un regime comunista preferirebbe affrontare quello delle bombe atomiche americane. Il PCI ne chiede le immediate dimissioni. Palmiro Togliatti ritiene che un qualsiasi accordo di questo tipo doveva presupporre una trattativa, o almeno una consultazione, coi paesi del Patto di Varsavia. Il governo, chiamato a rispondere a decine di interrogazioni, rifiuta di sottoporre l'accordo sui missili al vaglio del parlamento.
- 11 aprile: dopo lunghe e laboriose trattative il Partito Nazionale Monarchico e il Partito Monarchico Popolare, divisi dal 1955 per volontà di Achille Lauro, si riuniscono nel Partito Democratico Italiano allo scopo di affrontare uniti la forte crisi elettorale del movimento, eroso nel sud dalla DC e nel nord dal PLI.
Sciopero dei metalmeccanici, organizzato unitariamente da FIM, FIOM e UILM. Si registra una partecipazione del 95%.
- 19 aprile: il settimanale della diocesi di Palermo pubblica il decreto di scomunica nei confronti dei comunisti del 1948 e ne riafferma la validità per le elezioni regionali alle porte.
- 1º maggio: a Torino la polizia carica studenti e operai impegnati nei festeggiamenti per la ricorrenza del 1º maggio. La manifestazione protesta contro la limitazione delle libertà sindacali alla Fiat.
- 7 maggio: nel dibattito sul bilancio delle Partecipazioni statali, il ministro Mario Ferrari Aggradi dichiara al Senato che IRI e ENI sono da considerarsi strumenti permanenti della politica di governo. Annuncia che l'IRI ha ricevuto il mandato di amministrare fiduciariamente, per conto del governo, i pacchetti azionari di alcune importanti aziende, tra le quali l'Alitalia. Rispondendo ad alcuni interventi dell'opposizione precisa che il pacchetto azionario del quotidiano il Giorno, di proprietà dell'ENI, è suddiviso in due quote del 49% tra IRI e ENI e una quota del 2% al ministero.[15]
- 13 maggio: il Movimento unitario di iniziativa democratica, formato da fuoriusciti del PSDI favorevoli alla riunificazione socialista, decide di confluire nel PSI.
- 18-19 maggio: elezioni regionali in Val d'Aosta: la lista "Il Leone rampante", formata da Union Valdôtaine, PCI, PSI e dissidenti del PSDI prevale col 51,4% sulla "Concentrazione democratica" formata da DC, PLI, PSDI e indipendenti locali.
- 24 maggio: il ministero del Tesoro lancia un'emissione straordinaria di buoni del tesoro novennali che dovrebbe rendere 250 miliardi di lire, somma da destinare in gran parte a piani per l'ammodernamento dell'agricoltura.
- 25 maggio: a Roma si tiene il 3º convegno della stampa cattolica, inaugurato dal cardinale Giacomo Lercaro. In chiusura, intervengono il ministro degli Esteri, Giuseppe Pella, e il prof. Luigi Gedda. Nell’ambito del convegno, è costituita l'Unione cattolica della stampa italiana, presieduta da Raimondo Manzini.
A Torino si svolge un secondo sciopero dei metalmeccanici. Appare, per la prima volta, lo slogan: «Uniti si vince». Lo sciopero fallisce alla Fiat. A Torino e a Genova cariche della polizia contro studenti e lavoratori, un centinaio di fermi e diversi contusi.
- 4 giugno: il sindaco di Roma, Urbano Cioccetti, rifiuta di commemorare l'anniversario della liberazione di Roma. Il rifiuto è stato contrattato col gruppo del MSI, i cui voti sono stati determinanti alcuni mesi prima per la sua elezione, e provoca una bufera politica. In parlamento, assenti i gruppi della destra, nel corso della commemorazione si chiedono le dimissioni dell'intera giunta.
- 6 giugno: il gesuita Antonio Messineo scrive su La Civiltà Cattolica che l’apertura a sinistra urta contro un preciso e insuperabile divieto della morale.
- 7-8 giugno: elezioni regionali in Sicilia: L’Unione siciliana cristiano sociali (USCS) di Silvio Milazzo si afferma come il terzo partito dell’isola, raccogliendo 257.000 voti, il 10,6% (9 seggi); la DC raccoglie il 38,7% (34 seggi); il PCI 21,3% (21 seggi); il PSI 9,8% (11 seggi); il MSI 7,6% (9 seggi); i monarchici 4,7% (3 seggi).
- 8 giugno: la popolazione di Marigliano insorge devastando il municipio e la sede dell’esattoria comunale dopo la riduzione del prezzo delle patate, unica fonte di sostentamento dei contadini. Questi si erano visti pagare il prodotto di 6 lire al chilo per essere rivenduto a 35. La polizia, intervenuta in forze, provoca 10 feriti ed opera oltre 100 arresti.
In Sicilia si prospettano tre soluzioni per la formazione della giunta: centro-destra (DC-PLI-MSI-PDI), proposta Milazzo (PCI-PSI-MSI-Cristiano Sociali-PLI-PSDI), giunta centrista (DC-Cristiano Sociali-PLI-PSDI). Milazzo, che mette le mani avanti annunciando che non obbedirà ad alcuna indicazione ufficiale della DC, annuncia di volersi incontrare con l'arcivescovo di Palermo Ernesto Ruffini che, dichiara a sua volta alla stampa, è pronto a contestare la sua scelta di collaborazione col PCI.
Antonio Segni raccomanda cautela nell'istituzione di nuove regioni. Il Ministro della giustizia Guido Gonella annuncia una revisione del codice di procedura civile e la legge per la concessione della libertà vigilata agli ergastolani ma esclude a nome del governo qualsiasi modifica della legge Merlin.[16]
- 10 giugno: direzione nazionale DC: il partito rivendica il governo della regione Sicilia. Nel partito si chiede di trovare un accordo coi cristiano-sociali di Silvio Milazzo per escludere le sinistre.
- 11 giugno: Leone Cattani e Giuseppe Saragat, a nome di PCI, PSI, radicali e PSDI, chiedono la destituzione del sindaco di Roma Urbano Cioccetti.
In Sicilia la DC invita cristiano-sociali, PSDI, PLI, monarchici e missini a far parte di una maggioranza anticomunista. Comunisti e cristiano sociali mirano, per contro, ad una giunta di sinistra sostenuta da monarchici e missini.
Il ministro della difesa, Giulio Andreotti, risponde alla Camera ad alcune interrogazioni del PCI e dichiara che le spese per l'installazione di basi missilistiche in Italia saranno sostenute dalla NATO e non graveranno in alcun modo sul bilancio italiano. Il governo presenterà un disegno di legge per la riduzione a dodici mesi del servizio di leva.[17]
- 12 giugno: consiglio dei ministri: approvato il condono tributario per le infrazioni in materia di tasse e imposte dirette, dogane e imposte di fabbricazione. Approvati due disegni di legge per la vaccinazione anti-poliomielitica e per ulteriori 200 milioni di lire da destinare al completamento della metropolitana di Roma da Termini all'EUR[18].
- 14 giugno: la DC chiede al PSI la disponibilità ad un'alleanza che escluda al contempo il PCI, i monarchici e i missini. Pietro Nenni rinvia la risposta al comitato centrale previsto due giorni dopo. Declinata l'offerta i socialisti sono accusati dalla DC di non volersi davvero staccare dalla subordinazione al PCI.[18]
- 25 giugno: il consiglio dei ministri annulla alla regione Sicilia l'autorizzazione data dalla precedente giunta di Silvio Milazzo ad aprire una casa da gioco a Taormina. Antonio Segni invoca a favore del provvedimento le norme italiane sul gioco d'azzardo. A quasi un mese dalle elezioni i colloqui per la formazione di una maggioranza sono in fase di stallo.[19]
- 29 giugno: a Torre del Greco, nel corso dello sciopero dei marittimi, la polizia interviene con bombe lacrimogene, provocando tre feriti. Immediata la reazione popolare. Automezzi della polizia dati alle fiamme e scontri per l’intera giornata. Una cinquantina di feriti fra la popolazione e una trentina tra le forze di polizia.
Il Parlamento in seduta comune elegge i primi sette membri laici del Consiglio superiore della magistratura. Al quinto scrutinio risultano eletti Michele De Pietro, Francesco Paolo Bonifacio, Alfredo Poggi, Giuseppe Perrone Capano, Giuseppe Menotti De Francesco, Ugo Natoli, Giambattista Media. Nella stessa seduta Giuseppe Branca è eletto giudice della Corte Costituzionale.
- 2 luglio: Antonio Segni difende al Senato l’operato delle forze di polizia a Torre del Greco. Riceve l’appoggio del MSI e di Achille Lauro, che chiede la totale repressione della protesta dei marittimi, e provoca le proteste dell’opposizione di sinistra.
Aldo Moro presiede una delicata riunione sullo stallo politico alla regione Sicilia. I dirigenti locali della DC si schierano in massa contro gli accordi che si starebbero stringendo con PLI, PDI e MSI.
- 3 luglio: al convegno dei dirigenti provinciali della DC Aldo Moro riafferma il carattere antifascista della DC: il partito ha il dovere di impedire la conquista del potere da parte dei comunisti e l'ingresso al governo della destra antidemocratica.
- 6 luglio: alla Camera, in occasione del voto sul bilancio del ministero del Lavoro, Carlo Donat-Cattin denuncia le complicità del governo con il padronato e definisce «borbonica e fascista» la repressione effettuata dalle forze di polizia contro le manifestazioni sindacali e popolari.
- 7 luglio: all'Assemblea regionale siciliana si vota per l'elezione del presidente: a causa di contestazioni incrociate sulla segretezza del voto scoppiano tafferugli in aula. A votazione effettuata i due candidati, Ferdinando Stagno d'Alcontres, sostenuto da DC, PLI, PDI e MSI, e Benedetto Majorana della Nicchiara, sostenuto da PCI, PSI e cristiano-sociali, conseguono entrambi 43 voti. Il risultato alimenta una nuova mischia a causa dell'assenza dei tre deputati cristiano-sociali e dell'azione di alcuni franchi tiratori.[20]
- 9 luglio: il ministro della pubblica istruzione Giuseppe Medici illustra al Senato il piano decennale per la scuola, mirato all'estensione dell'obbligo scolastico a 14 anni mediante una scuola divisa in quattro sezioni (normale, tecnica, umanistica e artistica) e al potenziamento delle scuole professionali. Sono annunciati due disegni di legge, che saranno presentati a copertura finanziaria avvenuta.[20]
- 10 luglio: dopo una lunga e combattuta battaglia parlamentare viene approvata la legge delega di amnistia e indulto che estingue i reati politici commessi dal 25 luglio 1943 al 15 luglio 1946. Il decreto presidenziale, predisposto dal governo, è firmato dal capo dello Stato il giorno successivo.
- 16 luglio: alla direzione del PLI è approvata la relazione di Aldo Bozzi sulle vicende politiche siciliane. Giovanni Malagodi ritiene che il partito debba mantenere una posizione di attesa rispetto alle prossime scelte politiche.
- 18 luglio: si insedia il Consiglio superiore della magistratura.
Parlando al Senato il ministro dei lavori pubblici Giuseppe Togni annuncia che l'asta straordinaria di buoni del tesoro ha fruttato 400 miliardi di lire contro i 250 preventivati. Annuncia un immediato stanziamento di 23 miliardi a favore dell'ANAS per la sistemazione delle strade che dovranno essere riqualificate nella categoria delle statali, più altri 23 miliardi per la sistemazione nazionale delle strade provinciali; 18 miliardi per nuove opere e completamenti del porto di Genova; 12 miliardi per interventi nelle carceri.
Muore Celeste Negarville.
- 20 luglio: in Sicilia l'elezione del presidente della Regione è ancora in alto mare. Fallite le trattative tra DC e Cristiano-Sociali per l'intransigenza dei secondi sul nome di Silvio Milazzo. Tre deputati monarchici avrebbero intenzione di votare per Benedetto Majorana della Nicchiara, candidato da PCI, PSI e come alternativa a Milazzo dai Cristiano Sociali. I deputati della DC decidono di disertare la seduta per far mancare il numero legale e impedire l'elezione di Milazzo.
- 24 luglio: l'on. Rosario Lanza, capogruppo DC, propone una grande concentrazione democratica per l'Assemblea regionale siciliana, aperta a tutti i partiti con l'esclusione di PCI e PSI.
- 28 luglio: Silvio Milazzo è rieletto presidente della regione Sicilia con una maggioranza composta da democristiani dissidenti e missini con l'apporto di parte del PCI e del PSI. Ottiene 43 voti contro i 41 del candidato di centro-destra sostenuto da DC, PSDI, PLI e PDI, che si collocano all'opposizione.
- 29 luglio: direzione nazionale DC: riunione straordinaria con la partecipazione del presidente del consiglio e del segretario regionale per la Sicilia.
- 30 luglio: Silvio Milazzo in difficoltà per la formazione della giunta. In quattro giorni viene eletto un solo assessore, il monarchico Pivetti, coi voti del centro-destra sconfitto con parte della sinistra. Milazzo rinvia al 10 agosto le votazioni per non trovarsi alle prese con una giunta composta da esponenti dell'opposizione.
Consiglio dei ministri: approvato un aumento delle tariffe postali, l'istituzione dell'albo dei giornalisti e una legge speciale per interventi nel napoletano.[21]
- 7 agosto: il Comitato interministeriale dei prezzi approva l'aumento del 25% delle tariffe telefoniche deciso dal Governo, impegnando le società concessionarie a un investimento complessivo di 325 miliardi per il potenziamento della rete.
- 8 agosto: muore don Luigi Sturzo.
- 10 agosto: forti proteste per l'aumento delle tariffe telefoniche e dei gettoni, che passano a 30 lire. I canoni di abbonamento nelle grandi città aumentano in realtà del 50% per la necessità di addebitare agli utenti i disavanzi di esercizio delle cinque aziende concessionarie controllate dall'IRI (STIPEL, TELVE, TIMO, TETI, SET) e dell'ASST in carico al ministero delle poste. Il governo giustifica gli aumenti con la necessità di finanziare il piano di riordinamento telefonico in corso di elaborazione.[22]
- 11-15 agosto: si torna a votare per l'elezione della giunta regionale siciliana: al termine di una seduta fiume, durata oltre dieci ore, risultano eletti un ex monarchico, un ex missino, un socialdemocratico, un ex democristiano e un liberale, che si uniscono ai tre cristiano-sociali. L'elezione è stata determinata dai voti del PCI e da numerosi franchi tiratori. Gli eletti del PSDI e del PLI sono costretti alle dimissioni dai loro partiti mentre PCI e PSI rivendicano quale contropartita la maggioranza delle commissioni più importanti.

- 19-28 agosto: il sindaco di Firenze Giorgio La Pira, accompagnato da Giuseppe Saragat, si reca in visita in URSS. Creano forte scalpore le sue positive valutazioni sulla situazione religiosa del Paese e i riconoscimenti all’opera di pace svolta da Krusciov. I due esponenti politici incontrano, tra gli altri, il Patriarca di Mosca e di tutte le Russie Pimen. Secondo La Pira l'Unione Sovietica crescerà nei successivi dieci anni fino a diventare la più grande autorità del mondo. Il PCI coglie la palla al balzo per tacciare di falsità i due principali pilastri dell'anticomunismo, la repressione religiosa e la miseria del popolo.

- 20 agosto: il ministro Giuseppe Medici presenta la riforma della scuola secondaria, che introduce l'istruzione obbligatoria e gratuita fino ai 14 anni e l'anagrafe per l'accertamento dell'obbligo e la responsabilità civile e penale di genitori e tutori. Il superamento dell'esame di quinta elementare consentirà l'ammissione automatica alla nuova scuola media unificata, che riunisce le medie vere e proprie e i corsi di avviamento professionale.
- 29 agosto: è istituito il Ministero del Turismo e dello Spettacolo: Umberto Tupini è la prima guida del nuovo dicastero.
- 4 settembre: parlando a Reggio Calabria Amintore Fanfani afferma di non aver mai auspicato un’apertura a sinistra, ma di voler svolgere una politica capace di disintegrare l’azione politica voluta dalle sinistre.
Il ministro di grazia e giustizia, Guido Gonella, presenta la riforma di 174 articoli del codice penale incompatibili con la Costituzione.
- 6 settembre: Roberto Rossellini, vincitore a Venezia con "Il generale Della Rovere", scrive al neo-ministro Umberto Tupini per denunciare la politica democristiana sullo spettacolo. Il cinema, secondo il regista, deve essere arte, e non mezzo di rimbambimento del pubblico.
- 10 settembre: in vista del congresso della DC la direzione del PSI prospetta il proprio appoggio a iniziative intenzionate a rompere qualsiasi rapporto con le destre.
- 11 settembre: Pietro Malvestiti è eletto presidente della CECA.
Amintore Fanfani smentisce l'intenzione di promuovere dopo il congresso DC un esecutivo monocolore che si regga sul sostegno di PCI e PSI. Fanfani taccia tali dicerie come un tentativo di condizionare l'esito dell'assise democristiana.
La direzione del PSI, a sua volta, ribadisce la necessità di un'alternativa dopo il fallimento del centrismo degasperiano e l'alleanza di fatto con le destre reazionarie. Le componenti interne della DC accusano i socialisti di voler esasperare i contrasti interni nel partito di maggioranza, Giuseppe Saragat avverte che qualsiasi intesa col PSI minerebbe la politica atlantica e darebbe al PCI il diritto di proporsi quale guida del governo.[23]
- 12 settembre: Fiorentino Sullo presenta una proposta di legge per l'istituzione di una inchiesta parlamentare sulla camorra campana e le sue collusioni ed infiltrazioni nell’amministrazione pubblica.
In vista del congresso Aldo Moro parla a Trieste e illustra quattordici punti per una politica unitaria della DC, che deve riscoprire la sua originaria vocazione democratica, popolare, anticomunista e antifascista e combattere contro l'attacco alle istituzioni democratiche di comunisti e socialisti. Vasto consenso da parte dei principali dirigenti del partito con la sola eccezione di Amintore Fanfani.[24]
- 14 settembre: in un incontro culturale che si tiene a Ginevra Danilo Dolci afferma che nella sola Sicilia occidentale, durante gli ultimi anni, si sono spesi 5 miliardi per mettere in galera e per sparare, mentre i bambini non possono andare a scuola perché non ci sono i locali. Solo a Partinico, sostiene, ci sono 50 maestri disoccupati. La gente vive alle complete dipendenze dello Stato-poliziotto e della mafia.
- 16 settembre: il ministro Giulio Pastore, responsabile dell’intervento pubblico straordinario nel Mezzogiorno, Gabriele Pescatore, presidente della Cassa per il Mezzogiorno, e Eugene Black, presidente della Banca Mondiale, firmano l’accordo che prevede un prestito di quaranta milioni di dollari per la costruzione di una prima centrale nucleare.
- 21 settembre: congressi provinciali della DC: ad Arezzo Amintore Fanfani auspica che oltre al PSDI anche gli altri partiti democratici si rendano disponibili per una politica di governo che consenta di combattere il comunismo sul piano politico, evitando soluzioni aperturiste o anti-democratiche. A Padova Luigi Gui illustra e sostiene i quattordici punti programmatici di Aldo Moro, auspicando un sincero e onesto confronto prima e durante l'assise nazionale.[25]
- 22-25 settembre: in un discorso all'ONU il ministro degli affari esteri austriaco, Bruno Kreisky, solleva il problema della minoranza tedesca in Alto Adige. L'intervento, che conclude una campagna irredentista promossa da Vienna nel centenario di Andreas Hofer, accusa l'Italia di attuare una politica discriminatoria nei confronti della popolazione di lingua tedesca, cui è assicurata la salvaguardia culturale ma non un equo trattamento amministrativo a causa del problema del bilinguismo. Il suo collega italiano, Giuseppe Pella, nega recisamente le accuse e sostiene che non è possibile avviare una trattativa con chi vuole mantenere nella regione uno stato di crisi permanente. I tedeschi del sud Tirolo, ricorda Pella, si sono espressi per la cittadinanza italiana con un plebiscito svoltosi nel 1947 e tale risultato è definitivo; l'uso contemporaneo delle lingue italiana e tedesca e l'equo trattamento delle popolazioni, stabiliti con apposito accordo, sono assicurati dallo speciale statuto della regione e da una serie di leggi appositamente promulgate.[26]
- 23 settembre: Antonio Segni rinvia un viaggio negli Stati Uniti a causa di problemi interni della DC, in fermento per l'imminente congresso. Amintore Fanfani continua a non voler esprimere una posizione ufficiale sui 14 punti di Aldo Moro e viene per questo attaccato dalla componente la Base di Fiorentino Sullo, che giudica inoltre l'azione di partito e di governo una ordinaria amministrazione sia politica che diplomatica.
Randolfo Pacciardi e Giovanni Malagodi pressano intanto la DC affinché dal congresso scaturisca una maggioranza favorevole ad un ritorno al quadripartito DC-PSDI-PRI-PLI.[27]
- 26 settembre: consiglio nazionale del PLI: Giovanni Malagodi sostiene che le divergenze tra i partiti democratici non sono tali da impedire un'alleanza basata sugli ideali comuni. Giuseppe Saragat esclude un ritorno al quadripartito.
- 1º ottobre: muore Enrico De Nicola.
- 4 ottobre: il segretario del PRI Oronzo Reale sconfessa il possibilismo di Randolfo Pacciardi e dichiara conclusa l'esperienza del quadripartito.
- 11 ottobre: il consiglio superiore della pubblica istruzione, riunito per l'esame del disegno di legge sulla scuola, respinge l'idea della scuola media diversificata. Viene preferita l'idea di una scuola media unica che comprenda i quattro rami e che, alla conclusione del ciclo, consenta al neo-diplomato l'accesso ad ogni possibile indirizzo superiore. Viene inoltre mantenuto l'insegnamento del latino e introdotto lo studio obbligatorio di una lingua straniera.[28]
- 15 ottobre: il sottosegretario agli interni Oscar Luigi Scalfaro presenta una mozione alla commissione interni della Camera per rinviare il turno amministrativo di autunno alla primavera, in modo da far coincidere elezioni comunali e provinciali. PCI, PSI, PRI e PLI si dichiarano contrari, monarchici e missini non si pronunciano. Il rinvio viene approvato di li a qualche giorno.
La Conferenza episcopale italiana ricorda che i cattolici italiani, i quali hanno finora accordato la propria fiducia alla Democrazia Cristiana mossi da prevalenti motivi di fede e per la difesa dei diritti della Chiesa, si attendono che il partito democristiano riesca a superare e a comporre le divergenze di idee e personalismi.
Palmiro Togliatti presenta alla Camera la mozione del PCI che invita il governo a rivedere la decisione di stabilire basi missilistiche in Italia. Filippo Anfuso, per il MSI, reagisce con un invito al governo a proseguire la cooperazione politica ed economica fra i paesi d’Europa nel quadro degli «impegni atlantici». A conclusione del dibattito è votata la mozione del democristiano Giuseppe Codacci Pisanelli, che approva l’operato del governo. Votano contro PCI e PSI.
- 20 ottobre: sotto le pressioni della gerarchia ecclesiastica Aldo Moro e Amintore Fanfani si incontrano per decidere un'intesa tra dorotei e fanfaniani all'imminente congresso della DC.
Le forze di polizia disperdono, facendo uso di gas lacrimogeni, i minatori di Gavorrano e Montieri (Grosseto) in sciopero da giorni. Malmenati giovani e donne che manifestavano coi lavoratori.[29]
- 22 ottobre: alla viglia del congresso democristiano esplode il caso del viaggio del capo dello Stato in Unione Sovietica, prima visita di un presidente occidentale dalla fine della guerra. Il ministero degli esteri conferma una notizia proveniente da fonti tedesche che da parte sovietica è stato effettuato un sondaggio per sapere se a Giovanni Gronchi riuscirebbe gradito tale invito. Attraverso l'ambasciatore italiano a Mosca si apprende che il sondaggio è una iniziativa personale di Krusciov. I liberali esprimono forti riserve: se le visite ufficiali sono atto di doveroso omaggio alle nazioni con cui si intrattengono relazioni diplomatiche, non si può dire che l'Unione Sovietica sia nazione amica. L'Azione Cattolica dichiara che tale viaggio è motivo di preoccupazione e turbamento per i cattolici. Randolfo Pacciardi sottolinea l'irresponsabilità costituzionale del presidente. Viene annunciato un consiglio dei ministri straordinario che deciderà la risposta, che si prevede da subito favorevole.
- 23-28 ottobre: congresso nazionale DC: il dibattito vede lo scontro fra Fanfani e i «dorotei» guidati da Moro. Entrata ormai in crisi la formula centrista, ci si concentra sul tema delle alleanze e sullo sfondo di una ancora ipotetica apertura a sinistra. Si presentano 5 liste: La Lista n. 1 guidata da Giulio Andreotti, la destra democristiana. La Lista n. 2 guidata da Fiorentino Sullo, sinistra democristiana detta la Base, che appoggia la linea politica di Fanfani. La Lista n. 3 guidata da Adone Zoli, parte della corrente di "Iniziativa Democratica" rimasta sulla linea di Fanfani e la componente sindacale. La Lista n. 4 guidata da Aldo Moro, da pochi mesi Segretario politico della DC, che unisce la parte della corrente di "Iniziativa Democratica", che si riconosce nei dorotei. La Lista n. 5, capeggiata da Mario Scelba, contrario alla linea politica di Fanfani. L’elezione della direzione vede 52 membri ai dorotei, 36 alla componente di Fanfani, 1 a testa per la Base e per la corrente Primavera. Quest’ultima e la componente «Centristi popolari» di Scelba hanno fatto confluire i propri voti sui dorotei. Si delineano due schieramenti, uno di centro- destra ed uno di centro- sinistra.
- 28 ottobre: il ministro del commercio estero, Dino Del Bo, dichiara a margine di un viaggio in URSS che l'invito a Giovanni Gronchi non è stato sollecitato dall'Italia. I russi, sostiene il ministro, non hanno chiesto crediti ma forniture con pagamento dilazionato in cambio della rinuncia alle riparazioni dei danni di guerra.
Una manifestazione delle lavoratrici del Cotonificio di Spoleto contro il licenziamento di oltre 400 dipendenti è caricata dalla polizia con l’uso di lacrimogeni. L’operaio Arcangelo Fiorelli, che sta lavorando su un palo della luce ed è estraneo alla manifestazione, raggiunto dal fumo precipita dall’altezza di sei metri trovando la morte.
- 30 ottobre: Alfredo Covelli chiede al PDI di avanzare la richiesta di essere esplicitamente riconosciuto come parte della maggioranza di governo.                                                                                                                                                                  Una visita del ministro del tesoro Fernando Tambroni nell'abitazione di Antonio Segni fa girare la voce che i ministri "fanfaniani" vogliano mettere in crisi il governo. Fanfani smentisce indirettamente la circostanza attraverso un'agenzia di stampa: non si può aprire una crisi senza una soluzione politica di ricambio.
Alla direzione nazionale del PDI Alfredo Covelli sostiene la necessità di appoggiare lo schieramento di centro-destra interno alla DC.
- 5 novembre: la rivista dei gesuiti Civiltà cattolica scrive di non scorgere quale utilità dal punto di vista politico si potrà ricavare dalla visita del nostro Presidente in Russia. La guerra fredda non si risolve con sorrisi e strette di mano, e neppure con visite di convenienza, ma con trattative diplomatiche tra governi responsabili; un clima politico disteso contribuisce al successo delle stesse trattative, ma la distensione deve nascere da fatti concreti che dimostrino la buona volontà di risolvere i problemi senza fare uso della forza e senza ricorrere a minacce.[30]
- 7 novembre: il Consiglio dei ministri approva la visita del capo dello Stato in Unione Sovietica subordinandola a due condizioni: che avvenga dopo la conclusione del vertice sul disarmo e che l’invito ufficiale sia rivolto dal presidente del Presidium del Soviet supremo Voroscilov e non da Nikita Kruscev.
Su proposta del ministro degli esteri Giuseppe Pella il consiglio dei ministri fissa la visita di Giovanni Gronchi in Unione Sovietica per il mese di gennaio. L'invito ufficiale giungerà dal capo dello Stato sovietico Voroscilov. Viene stabilito che lo stesso Voroscilov ricambierà la visita. Forti riserve da parte della stampa cattolica sull'opportunità della visita.
- 13 novembre: investito dalle polemiche di parte cattolica per il viaggio in URSS il capo dello Stato improvvisa a braccio alcune frasi sui rapporti tra Stato e chiesa durante un discorso al consiglio nazionale della Stampa, immediatamente interpretate come un accenno polemico del presidente italiano alle intromissioni della Santa Sede nella vita politica italiana. I partiti laici concordano con la sostanza del discorso, esprimendo riserve sulla sola opportunità di pronunciarlo.[31]
- 17 novembre: una delegazione dell’Unione donne italiane consegna a Giovanni Leone, presidente della Camera, una petizione con 4000 firme per rivendicare la pensione alle casalinghe.
- consiglio nazionale della DC: Aldo Moro è confermato segretario nazionale da una maggioranza rappresentativa di tutte le correnti (132 voti e 7 schede bianche) che entrano nella nuova direzione con almeno un rappresentante. Adone Zoli è eletto presidente del consiglio nazionale per acclamazione. A sua richiesta Moro assume anche la direzione de il Popolo.
- 22 novembre: PSI e PLI giudicano l'esito del consiglio nazionale DC ognuno a proprio favore. Giovanni Malagodi e Pietro Nenni auspicano di poter collaborare con la destra e la sinistra in cui il partito è di fatto diviso nonostante l'elezione unitaria di Moro.
- 23 novembre: il ministero degli esteri annuncia che la visita di Giovanni Gronchi in Unione Sovietica avrà inizio l'8 gennaio e durerà una settimana. Il presidente sarà accompagnato dal ministro Giuseppe Pella.
Aloys Oberhammer, esponente dell'ala dura dell'irredentismo sud-tirolese, attacca il ministro degli esteri Pella per le inadempienze circa l'indipendenza amministrativa dell'Alto Adige e minaccia di chiamare la popolazione ad una insurrezione anti-italiana.[32]
- 26-29 novembre: congresso del PSDI: Giuseppe Saragat, confermato segretario, dichiara chiusa l'esperienza del centrismo e conferma che il partito è pronto per una politica di centro-sinistra aperta anche alla collaborazione del PSI. La sua linea è approvata a larga maggioranza, con qualche riserva della destra.
- 3 dicembre: il Senato vota il disegno di legge per il finanziamento alle scuole materne cattoliche, con 108 voti favorevoli (DC, MSI e monarchici) e 88 contrari.
- 7 dicembre: messa in minoranza da un voto contrario sul bilancio (45 voti contro 44) la giunta regionale siciliana di Silvio Milazzo si dimette.
- 10 dicembre: la DC siciliana si dichiara pronta a soluzioni coraggiose per risolvere la crisi della giunta, purché non condizionate dai voti socialcomunisti; viene precisato che i voti socialisti non sarebbero accettati se collegati con quelli del PCI. La maggioranza del gruppo socialista, aderente alla minoranza filocomunista e antinenniana detta dei carristi, auspica per contro una soluzione milazziana che comprenda il PCI escludendo le destre. Il PSDI si dichiara a favore di un governo che comprenda DC, PSI e cristiano-sociali. Il PSI ritiene che la migliore soluzione alla crisi sia una concentrazione che comprenda il PCI e le destre.[33]
- 15 dicembre: alla direzione DC Antonio Segni condanna l’apertura a sinistra in Sicilia, sostenuta dalla sinistra interna di Fiorentino Sullo (la Base) e Carlo Donat-Cattin (Forze nuove).
- 18 dicembre: Silvio Milazzo è rieletto presidente della giunta regionale siciliana con i voti dei Cristiano-sociali, di quattro parlamentari del MSI e di due monarchici dissidenti. Vicepresidente, è nominato il barone Benedetto Majorana della Nicchiara.

### 1960
- 1º gennaio: per disposizione congiunta del Consiglio dei ministri e di Enrico Mattei, editore e fondatore, Gaetano Baldacci è sostituito da Italo Pietra alla direzione del quotidiano dell'ENI Il Giorno. Baldacci, che ha lanciato pesanti attacchi al presidente della Fiat Vittorio Valletta e al Presidente del Consiglio, si congeda dai lettori con un duro editoriale in cui minaccia di rivelare le ragioni vere del suo allontanamento e ricorda ai lettori che il giornale è stato da sempre «oggetto di una lotta senza quartiere, senza respiro». Baldacci nello stesso anno fonda il settimanale di politica e costume «ABC». Nel 1967 sarà inquisito per lo Scandalo del Banco di Sicilia con l’accusa di peculato. Ripara in Libano, dove è arrestato e successivamente tradotto in Italia. Condannato a tre anni e sei mesi sarà poi assolto con formula piena il 28 dicembre 1970.
In un discorso alle dirigenti femminili della DC Aldo Moro accusa il PSI di aver fatto fallire il tentativo di apertura a sinistra effettuato in Sicilia.
Viene diffuso il programma della visita di Giovanni Gronchi in URSS: durerà dal 7 al 13 gennaio. Il capo dello Stato sarà accompagnato dal ministro degli esteri Giuseppe Pella e alloggerà al Cremlino.
- 5 gennaio: militanti di destra imbrattano di scritte antisemite l’Istituto nautico nel quartiere ebraico a Roma. Pronta la reazione della comunità ebraica. Il giorno dopo l’Unità pubblica la copia del manifesto del PCI di risposta alle provocazioni fasciste denunciando che la polizia si è affrettata a toglierlo dai muri cittadini. Il manifesto, richiamandosi alla deportazione degli abitanti del ghetto di Roma, titola "Il 16 ottobre 1943 non si ripeterà".
L'Osservatore Romano disapprova l'avvio del dialogo fra cattolici e socialisti.
- 7 gennaio: alla vigilia della partenza di Giovanni Gronchi per l'URSS il cardinale Alfredo Ottaviani pronuncia un duro discorso contro l'evento. Parlando a una rappresentanza di dissidenti anticomunisti in esilio sostiene che sono decenni che, in nome di presunte teorie umanitarie e sociali, si è inaugurata nel mondo una sfacciata tecnica di governo da parte di chi, impadronitosi del potere - e non sto a dirvi con quali metodi - e, avute in mano le leve del comando, deporta, imprigiona, massacra. [...] In pieno secolo Ventesimo, si sono dovuti deplorare genocidi, deportazioni di massa, stragi come quelle delle fosse di Katyn, massacri come quelli di Budapest.[34]
- 8 gennaio: Gronchi è costretto a rinviare il viaggio a causa di una sindrome influenzale. Il viaggio viene successivamente rinviato al 5 febbraio.
- 17 gennaio: il ministro del bilancio Fernando Tambroni esclude una crisi di governo provocata da singoli ministri.
L'Osservatore Romano risponde alla critiche sollevate contro il cardinale Ottaviani ed afferma che la morale cattolica ha il diritto di essere rappresentata in politica al pari delle ideologie di tutti gli altri partiti.
- 20 gennaio: consiglio dei ministri: decisa una emissione di buoni del tesoro con rendita al 5% per un totale di 250 miliardi di lire, da destinare al pagamento o al rinnovo dei buoni novennali di prossima scadenza (1º aprile) e per la copertura della parte attiva del bilancio dello stato.[35]
- 30 gennaio-4 febbraio: congresso nazionale del PCI: Palmiro Togliatti insiste sulla via italiana del socialismo e per una linea di alternativa di sinistra alla DC.
- 6 febbraio: crisi alla regione Sicilia: Il PSI chiede alla DC una rottura ufficiale coi partiti di destra ma rifiuta di accondiscendere alla richiesta democristiana di fare altrettanto col PCI. Il segretario del MSI Arturo Michelini fa presente che la DC non deve aver paura del fascismo in quanto il suo partito è in maggioranza impegnato in una linea legalitaria di inserimento nel sistema come una rispettabile destra liberale.
- 8-11 febbraio: comitato centrale del PSI: per scongiurare una possibile scissione Pietro Nenni cede alle pressioni della minoranza filo-comunista e rifiuta di prendere una posizione contraria al PCI pur ribadendo la richiesta alla DC di chiudere a destra. Propone, per contro, una giunta a tre DC-PSI-PSDI.[36]
- 12 febbraio: il capo dello Stato Giovanni Gronchi rientra a Roma.
La corrente dei sindacalisti DC, che fa capo a Giulio Pastore, fa presente che una nuova giunta di centro-destra in Sicilia metterebbe a rischio la gestione unitaria del partito.[37]
- 15-16 febbraio: esplode lo scandalo dei tentativi di corruzione operati da Ludovico Corrao, luogotenente di Silvio Milazzo, per tenere in piedi la giunta regionale siciliana. Viene scoperto il tentativo di corruzione del deputato regionale democristiano Carmelo Santalco, che in documento portato in visione all'assemblea dichiara di votare in un certo modo in cambio di 70 milioni di lire. Milazzo è costretto alle dimissioni. Il PCI, accusato di corresponsabilità nel clima di corruzione, minimizza l'episodio parlando di attacchi scandalistici della DC tesi a mascherare l'alleanza con MSI e monarchici.
- 20 febbraio: consiglio nazionale del PLI: Giovanni Malagodi attacca nuovamente Segni e la DC, che accusa di inseguire la prospettiva del centro-sinistra. Dichiara che il suo è un chiaro discorso di rottura con la maggioranza dell'esecutivo. Continuano le prese di posizione per una modifica della maggioranza di governo. Saragat si pronuncia per un governo DC-PSDI-PRI e l’appoggio esterno del PSI. Antonio Segni ritiene inevitabile la crisi di governo qualora il PLI esca dalla maggioranza.
- 24 febbraio: sotto i colpi dello scandalo siciliano, col PLI di fatto uscito dalla maggioranza e le posizioni dei partiti di governo incompatibili il Presidente del Consiglio rassegna le dimissioni[38].